# Мікулешть (Горж)
Мікулешть, Мікулешті (рум. Miculești) — село у повіті Горж в Румунії. Входить до складу комуни Слівілешть.
Село розташоване на відстані 245 км на захід від Бухареста, 29 км на південний захід від Тиргу-Жіу, 82 км на північний захід від Крайови.

## Населення
За даними перепису населення 2002 року у селі проживали 598 осіб, усі — румуни. Усі жителі села рідною мовою назвали румунську.